# ナーダム

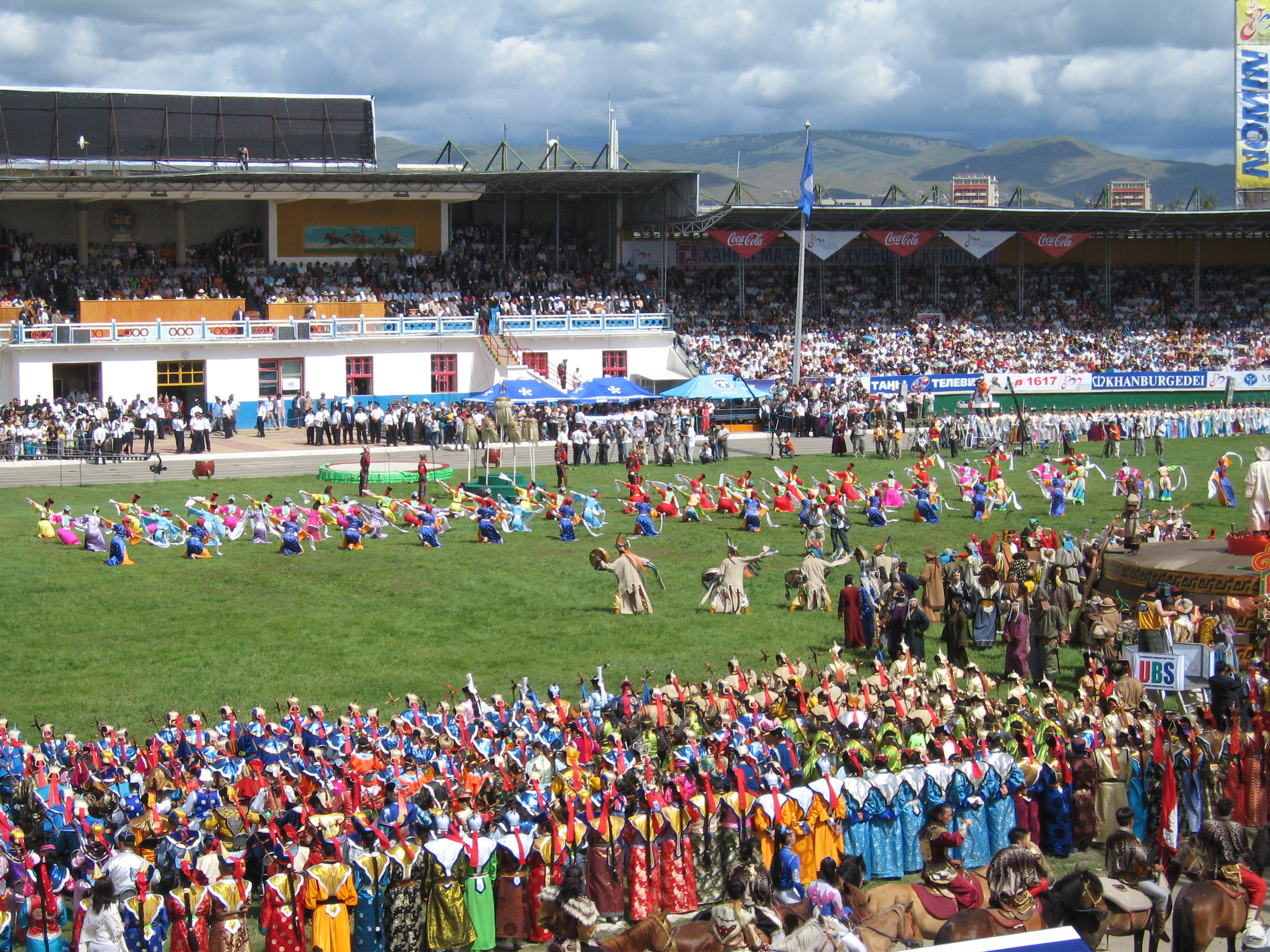
2006年のナーダム

ナーダム（モンゴル語: Наадам、ᠨᠠᠭᠠᠳᠣᠮ）とは、モンゴル国において、年に一回行われる国民行事である「民族の祭典」である。ブフ・競馬・弓射の3つの競技が行われる。また、モンゴル民族が多く住む中国・内モンゴル自治区の通遼、フルンボイルなどでも毎年盛んに行われる。2010年、ユネスコの無形文化遺産に登録された。
ナーダムはモンゴル各地で行なわれるが、最も大きいものが国家主催の国家ナーダム（イフ・ナーダム、モンゴル語: их наадам、ᠶᠡᠬᠡ
ᠨᠠᠭᠠᠳᠣᠮ）と呼ばれるもので、毎年7月11日の革命記念日にちなんで、7月11日 - 13日の3日間にわたって首都・ウランバートルの中央スタジアムで開催される。但し、競馬は専用の競馬場で開催される。モンゴル民族としての一体感を共有する意味合いもある。
2006年、当時農林水産大臣だった中川昭一がモンゴル国のエンフバヤル大統領と両国農業関係大臣会談を行った際、モンゴル滞在中に国家ナーダムの開会式を観覧している。また、2007年には皇太子徳仁親王（当時）がモンゴル国訪問の際に国家ナーダムの開会式に出席している。

## ギャラリー

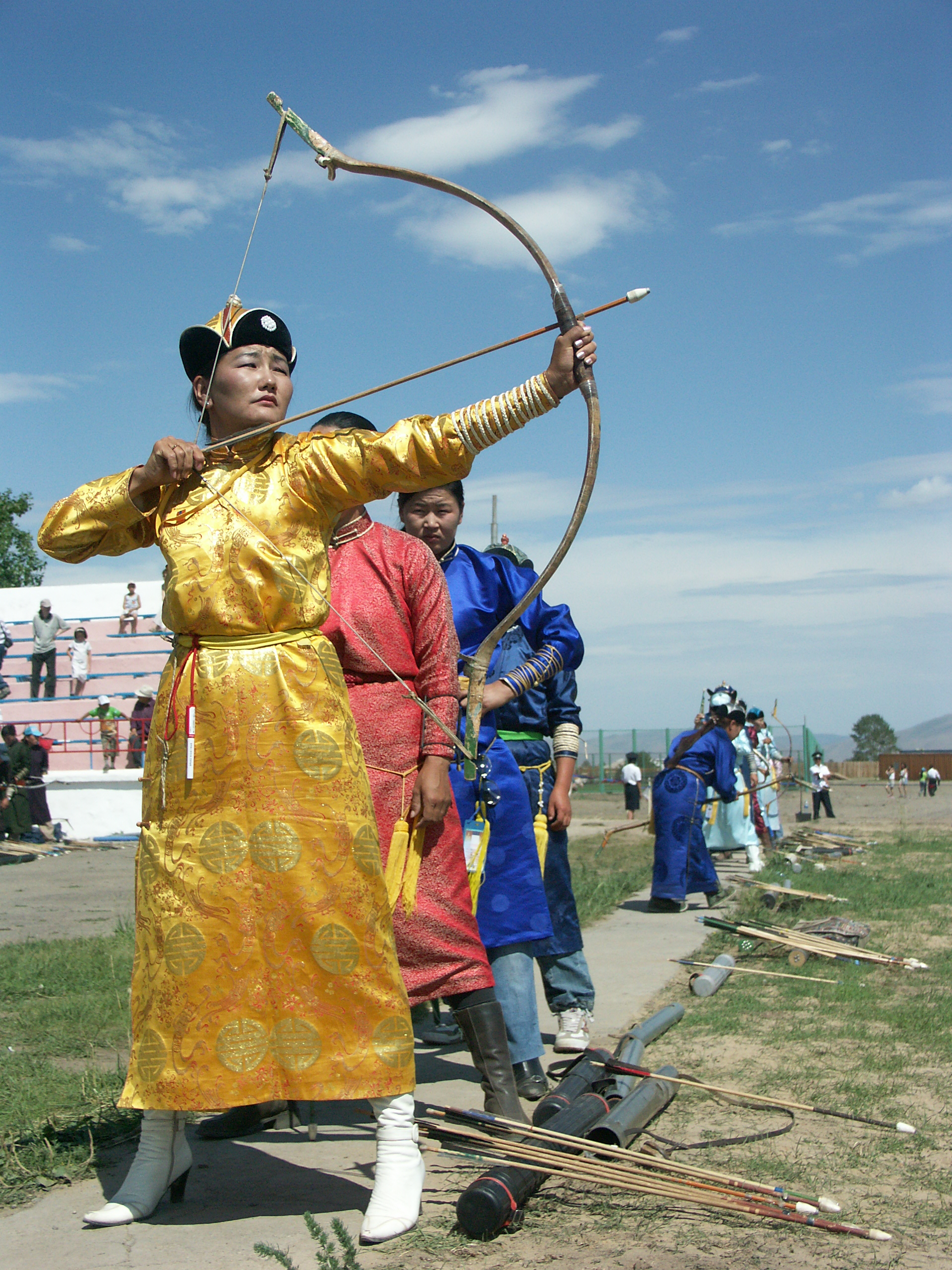
女の弓術
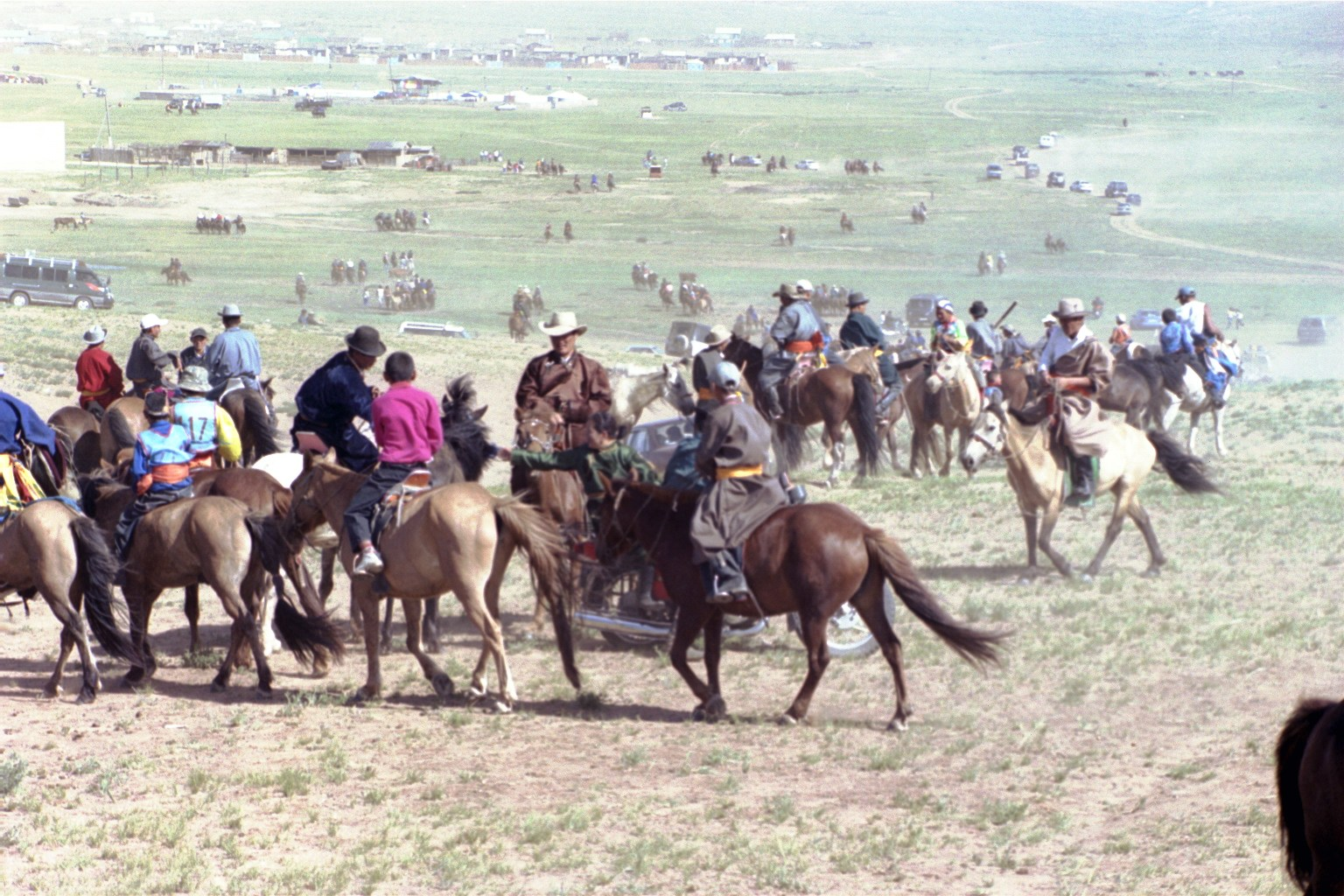
モンゴル馬ライダー
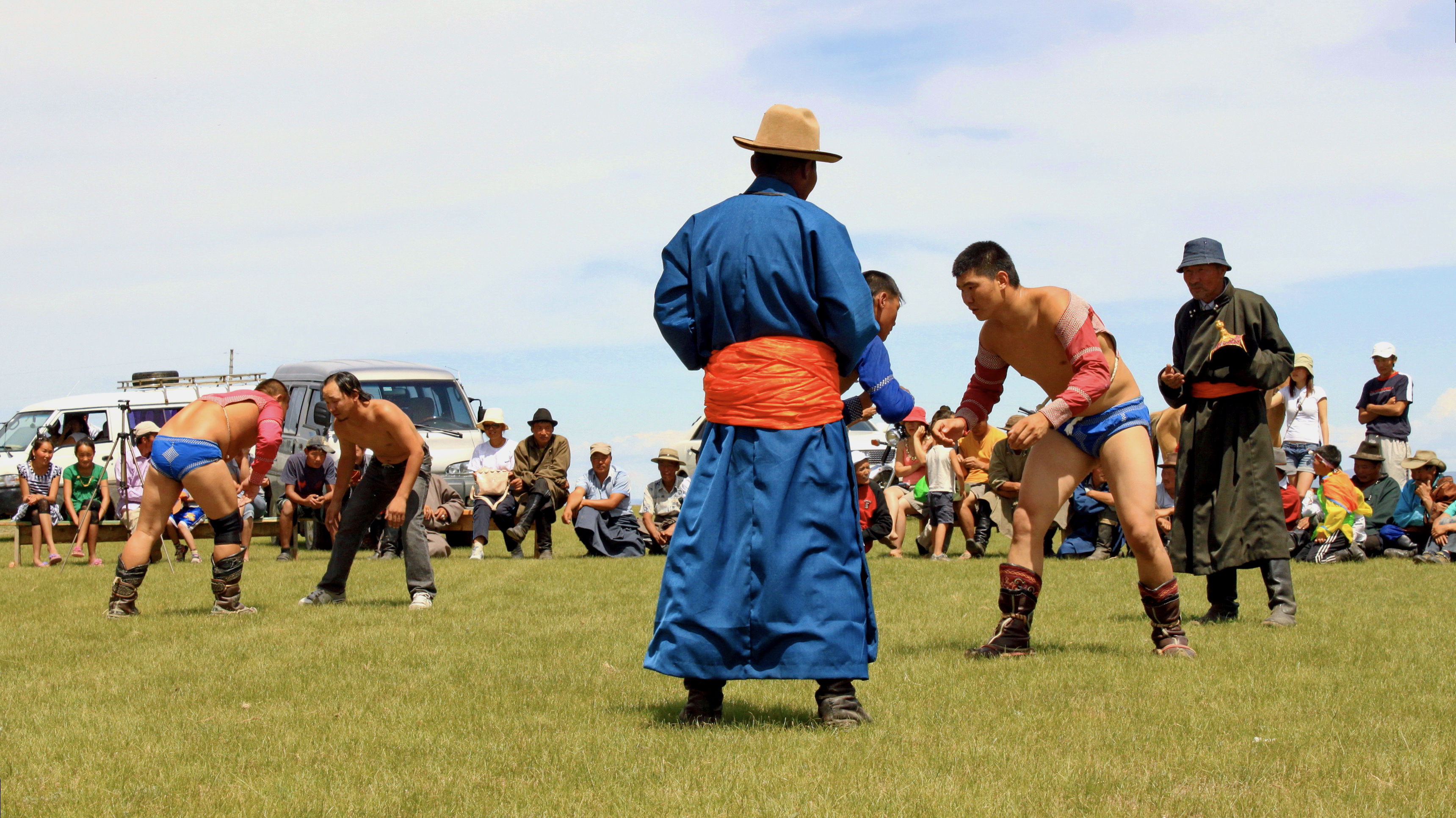
ブフの試合

## 賞
優秀な成績を残した選手には、景嘎（ジャンガー）という黒以外の五色の帯絹で飾られた首飾りを身に着けることが出来る。